# Stulna kyssar (musikalbum)
Stulna kyssar är ett musikalbum av Anne-Lie Rydé, utgivet 1992. Albumet innehåller covers av svenska schlagerlåtar från 1960-talet. (Skivan blandar svenska schlagers från filmer och melodifestivaler med sådana som översatts från andra språk.)

## Låtförteckning
1. Tema från Stulna kyssar - 1:25
2. Regntunga skyar - 5:18
3. Alla har glömt - 3:06
4. Du ser en man (med Svante Thuresson) - 4:15
5. En gång i Stockholm - 3:35
6. Bossa nova baby - 2:36
7. En natt i Moskva - 3:30
8. Regniga natt - 4:18
9. En så'n karl - 3:30
10. Drömdans/Dansevise (med Søs Fenger) - 3:47
11. Hård stad - 3:20
12. Oh Oh Baby - 2:40
13. När min vän - 2:36
14. Sånt är livet (You Can Have Her) - 2:54
15. Hela min gata är mitt hem - 3:55